# Habani

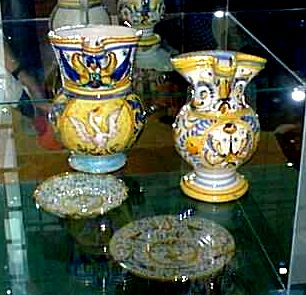
Maiolica habana

Habani (in slovacco: Habáni; in tedesco: Habaner) è la denominazione degli hutteriti, che si stabilirono nella Moravia meridionale (circa 1526-1622) e in Slovacchia (circa 1529 – XVIII/XX secolo). Si trattava di una minoranza religiosa anabattista di origine tedesca, in fuga dalle persecuzioni patite nell'Europa occidentale. Quando le persecuzioni si estesero alla Moravia, emigrarono verso la Slovacchia. Quando poi le persecuzioni divennero sistematiche anche nel Regno d'Ungheria abbandonarono la Slovacchia per la Transilvania, da lì arrivarono anche nella Russia meridionale e nell'America settentrionale, dove vivono fino al giorno d'oggi.

## Storia degli habani in Slovacchia
Gli habani giunsero in Slovacchia in due ondate distinte: La prima, verso il 1529, partì dalla Germania e attraverso la Moravia ebbe come destinazione soprattutto la regione dello Spiš; la seconda, provocata da due grandi persecuzioni in Moravia negli anni trenta e quaranta del XVI secolo, ebbe come meta la Slovacchia occidentale. A Sobotište si stabilirono nel 1546. Fra il 1550 e il 1622 esistevano comunità in 23 centri, altre comunità ebbero vita più breve. Ad esempio a Veľké Leváre, a Brodské, a Dubnica nad Váhom e a Častkovce, i cui abitanti sono ancora oggi soprannominati habáni.
Vivevano in insediamenti autosufficienti separati (queste comuni erano chiamate haushabenoch in tedesco - da cui deriva il nome Habani) con la loro autonomia ecclesiastica, politica ed economica. Erano considerati artigiani versatili e laboriosi. Divennero famosi per la ceramica habana, la cui tecnologia è rimasta nella produzione popolare. 
Gli habani dovettero tutti lasciare definitivamente la Moravia nel 1622, e in parte fuggirono in Slovacchia. Alla fine del XVII secolo, il loro sistema di proprietà collettiva fu messo in crisi dalle requisizioni ordinate dalle autorità. A partire dal XVIII secolo dalla Slovacchia occidentale attraverso la Slovacchia centrale e la regione di Gemer si trasferirono in Transilvania e nella Russia meridionale. Alcuni furono autorizzati a rimanere in Slovacchia con determinati diritti, ma dovettero convertirsi al cattolicesimo. Ovunque vivessero, furono soggetti a gravi discriminazioni religiose. Anche le patenti di tolleranza di Giuseppe II del 1781 escluse esplicitamente gli habani dalle religioni "tollerate".
In Slovacchia, dalla fine del XVII secolo, gradualmente si assimilarono linguisticamente, slovacchizzandosi. Gli ultimi gruppi smisero di parlare tedesco intorno al 1900.